# Melchior Lüscher
Melchior Lüscher (* 16. April 1769 in Oberentfelden; † 5. April 1828 ebenda; heimatberechtigt in Oberentfelden) war ein Schweizer Politiker und Richter. Von 1808 bis zu seinem Tod war er Regierungsrat des Kantons Aargau. Er war der Bruder des Politikers Daniel Lüscher.

## Biografie
Lüscher arbeitete in seinem Heimatort zunächst als Kirchmeier und Bauer. Nach dem Franzoseneinfall und der Ausrufung der Helvetischen Republik wurde er im April 1798 in den Helvetischen Grossen Rat, der unteren Parlamentskammer, gewählt und gehörte diesem bis zur Auflösung an. Ab November 1802 war er Abgeordneter des Aargaus in der Helvetischen Consulta, die mit Napoleon Bonaparte die Mediationsverfassung aushandelte.
Ab 1803 war der Liberale Lüscher Mitglied des Grossen Rates, des Aargauer Kantonsparlaments, und präsidierte diesen in den Jahren 1812 und 1813. Ebenfalls 1803 gelangte er in das aargauische Appellationsgericht. Darüber hinaus vertrat er seinen Kanton 1805 und 1807 an den eidgenössischen Tagsatzungen. 1808 wählte ihn der Grosse Rat als ersten Bauer in die Kantonsregierung. In seine Zuständigkeit fielen hauptsächlich die Finanzen und das Armenwesen. Fast zwanzig Jahre lang stand er der kantonalen Armenkommission vor. Wenige Tage vor seinem 59. Geburtstag starb er im Amt, die Nachfolge trat sein 18 Jahre jüngerer Bruder Daniel an.